# Discocactus heptacanthus
Discocactus heptacanthus là một loài thực vật có hoa trong họ Cactaceae. Loài này được (Barb.Rodr.) Britton & Rose mô tả khoa học đầu tiên năm 1922.

## Hình ảnh

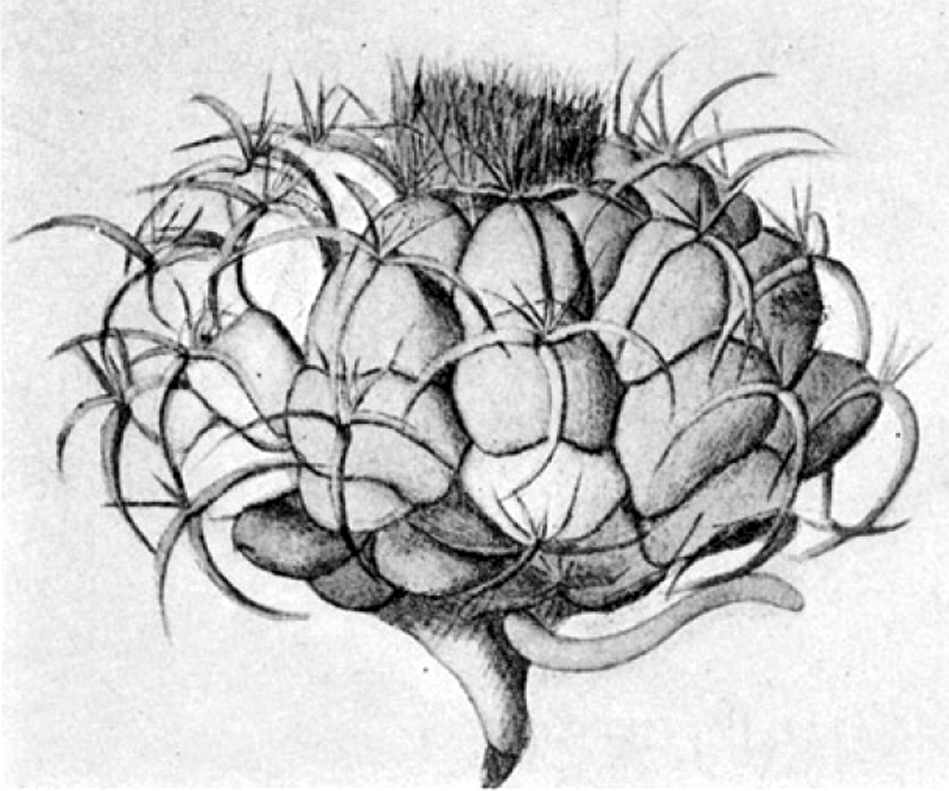